# Carl Svanberg
Carl August Svanberg, född 27 juli 1895 i Göteborg, död där 29 mars 1961, var en svensk målare, tecknare, dekorationsmålare och teckningslärare.

## Biografi
Carl Svanberg var son till bokhållaren Carl Josef Svanberg och Augusta Charlotta Svensson. Han studerade vid Valands målarskola på 1910-talet, först för Axel Erdmann sedan för Birger Simonsson 1916–1919 och slutligen för Carl Ryd 1919–1920. Han genomförde även självstudier under resor till Norge och Danmark. Tidvis arbetade han som dekorationsmålare och som teckningslärare vid Ellesbo skola utanför Göteborg. Han tillhörde den generation av Valandskonstnärer som hamnade i skuggan av Göteborgskoloristerna och var vid sin bortgång knappt känd av konstpubliken.[källa behövs]
Svanbergs konst kan beskrivas som förbindelselänk mellan Gösta Sandels måleri och Göteborgskoloristerna.[källa behövs] På grund av sjukdom och minskad rörlighet tvingades han ge upp landskapsmåleriet i mitten av 1950-talet, men fortsatte med sitt stafflimåleri. Han hade aldrig någon separatutställning, men tillsammans med fyra andra konstnärer ställde han ut på Göteborgs konsthall 1936 och medverkade i en samlingsutställning på Galleri Ny Konst i Göteborg 1921, samt på Göteborgs konstförenings Decemberutställningar (från 1929) och sommarutställningar (från 1938) på Göteborgs konsthall fram till 1946. 
Det har presenterats ett par minnesutställningar med hans konst, bland annat på Galerie God Konst i Göteborg 1961 och 1962, på Stenmans konstsalong i Stockholm 1962, tillsammans med Inge Schiöler på en utställning i Uddevalla 1962 och slutligen på Wilkensons Galleri i Göteborg 1966. 
Carl Svanbergs konst består av stadsbilder med en ibland naivistisk accent, med motiv från Göteborgs hamnkvarter, kubistiska kompositioner, blomsterstilleben och bohuslandskap.
Carl Svanberg är begravd på Kvibergs kyrkogård i Göteborg.